# 基思·约瑟夫
约瑟夫男爵 基思·辛戎·约瑟夫（英語：Keith Sinjohn Joseph, Baron Joseph，1918年1月17日—1994年12月10日），英国大律师和政治家，保守党成员，成在哈罗德·麦克米伦、亚历克·道格拉斯-休姆、爱德华·希思和玛格丽特·撒切尔四位首相内阁中任职，是后来被称为“撒切尔主义” 产生的关键人物。基思·约瑟夫首先将受基督教民主制启发的经济和社会体系即社会市场经济概念引入英国的国家。他还与他人共同创立了政策研究中心，并撰写了第一本出版物：《英国为何需要社会市场经济》。